# Jung Myung-hoon
Jang Myung-hoon, noto anche con lo pseudonimo di Fantasy (Pusan, 1º luglio 1991), è un videogiocatore sudcoreano di StarCraft: Brood War.
È uno dei Terran di maggior successo dal 2007.

## Biografia
Fantasy esordisce nel maggio 2007, non avendo però subito grandi risultati. Deve aspettare l'Incruit OSL per venire alla ribalta: arriva infatti in finale, dove perde però per 3-2 a favore di Stork. Nel successivo OSL, Fantasy riesce a ripetersi, arrivando ancora in finale ma perdendo questa volta contro Jaedong 3-2. 
Nel 2009 non riesce ad avere grandi successi nei tornei individuali, e deve aspettare il 2010, quando, al Bacchus OSL, reclama il suo primo titolo battendo 3-0 Stork in finale, e, nell'OSL successivo, ottiene un secondo posto perdendo in finale contro JangBi per 3-2. Infine nel 2012 ripete il suo secondo posto, perdendo ancora in finale per 3-1 dallo stesso JangBi.

## Statistiche
|            | Vittorie | Sconfitte | %      |
| ---------- | -------- | --------- | ------ |
| vs Terran  | 92       | 58        | 61,33% |
| vs Zerg    | 112      | 71        | 61,20% |
| vs Protoss | 103      | 55        | 65,19% |
| Totale     | 307      | 184       | 62,53% |

## Risultati
- 2008 Secondo all'Incruit OSL
- 2008/9 Secondo al Batoo OSL
- 2010/11 Vincitore del Bacchus OSL
- 2011 Secondo al Jin Air OSL
- 2012 Secondo al Tving OSL